# 오사무 (청나라)
오사무(吳士武, ? ~ ?)는 중국 청나라의 정치인이자 진사이다.
광서 18년(1892년)에 광서성 임진과거 시험에 참여하여 63진사 2갑을 받았다. 같은 해 5월, 한림원 서길사로 진입되다.